# Athen
 (juin 2023).
L’Athen est un navire allemand construit en 1936 et réquisitionné par la Kriegsmarine. Dans les derniers jours de la Seconde Guerre mondiale, il transborda des déportés majoritairement juifs, essentiellement de Neuengamme, sur le paquebot Cap Arcona que les Allemands voulaient faire couler afin d'exécuter les déportés. Le Cap Arcona surpeuplé, l’Athen reçut 1 998 déportés (dont le résistant français André Migdal), avant que l'aviation britannique n'attaque le groupe de navires. Mais le bateau ayant hissé le drapeau blanc, la Royal Air Force l'épargna.
L'Union soviétique s'empara du navire comme prise de guerre et le renomma « General-Brusilow » ; le 27 mai 1947, il fut offert à la Pologne et rebaptisé « Warynski », qui le fit naviguer entre Gdańsk et Buenos Aires. En 1973, il fut transformé en entrepôt flottant dans la ville de Stettin sous le code NP-ZPS 8.